# Josip Baloban
Josip Baloban (Brebrovac, Slavetić, 17. svibnja 1949.), hrvatski katolički svećenik, pastoralni teolog

## Životopis
Rodio se u Brebrovcu. Osnovnu školu pohađao je u Slavetiću i Petrovini. Završio Klasičnu gimnaziju na Interdijecezanskoj srednjoj školi za spremanje svećenika u Zagrebu. U Zagrebu završio studij dvije godine filozofije i jednu godinu teologije na Katoličkom bogoslovnom fakultetu u Zagrebu, onda izvan sastava Sveučilišta u Zagrebu. Studij teologije nastavio je u Münchenu na Ludwig-Maximilianovom sveučilištu gdje je i diplomirao. 11. kolovoza 1974. godine zaređen je za svećenika Zagrebačke nadbiskupije. Slijedilo je obvezno odsluženje vojnog roka. Po povratku ga je zagrebački nadbiskup Franjo Kuharić poslao u München na poslijediplomski i doktorandski studij. Doktorirao je 1981. godine disertacijom „Kirche in einer sozialistischen Gesellschaft. Analyse der gegenwärtigen pastoralen Situation in der Erzdiözese Zagreb (Nordkroatien) unter besonderer Berücksichtigung der distanzierten Kirchlichkeit“. Objavljena je na njemačkom jeziku 1982. godine u nizu Studien zur Praktischen Theologie. U Hrvatsku se vratio 1981. godine gdje je subsidijarom u župi sv. Luke Travno-Zagreb, pa u župi sv. Mateja u Dugavama-Zagreb. Predaje od 1981. na Katoličkom bogoslovnom fakultetu Sveučilišta u Zagrebu sve do danas. Dekan je bio tri puta. Pročelnik je Katedre pastoralne teologije. Na njegov prijedlog osnovana je Katedra religiozne pedagogije i katehetike. Voditelj je poslijediplomskoga specijalističkog studija «Management neprofitnih organizacija i socijalno zagovaranje. Tajnik Teološko-pastoralnog tjedna za svećenike na KBF-u. Član raznih tijela zagrebačkog sveučilišta, Biskupske konferencije i Zagrebačke nadbiskupije, Odbora za podjelu državnih nagrada za znanost, Nacionalnog vijeća za visoko obrazovanje. Član Konferencije pastoralnih teologa njemačkog govornog područja i član je Udruženja pastoralnih teologa Srednje i Istočne Europe. Habilitirao temom Hrvatska kršćanska obitelj na pragu XXI. stoljeća. Djela: Vrednote u Hrvatskoj i u Europi (suautor), Crkvenost i obitelj pred izazovima, Čovjek kao voljeno biće i dr.